# Bukovac (Mionica)
Pour les articles homonymes, voir Bukovac.
Bukovac (en serbe cyrillique : Буковац) est un village de Serbie situé dans la municipalité de Mionica, district de Kolubara. Au recensement de 2011, il comptait 171 habitants.

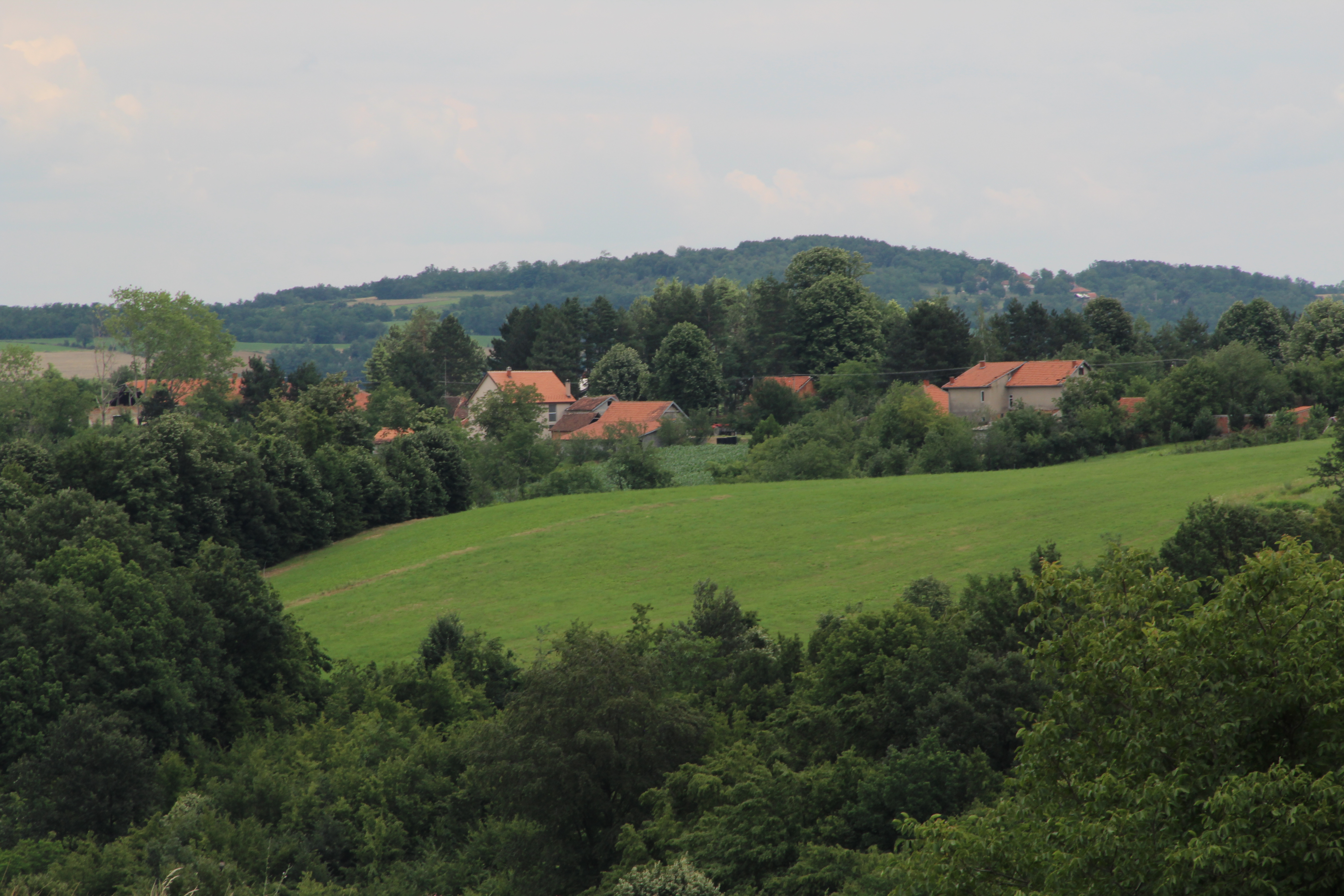
Bukovac - panorama
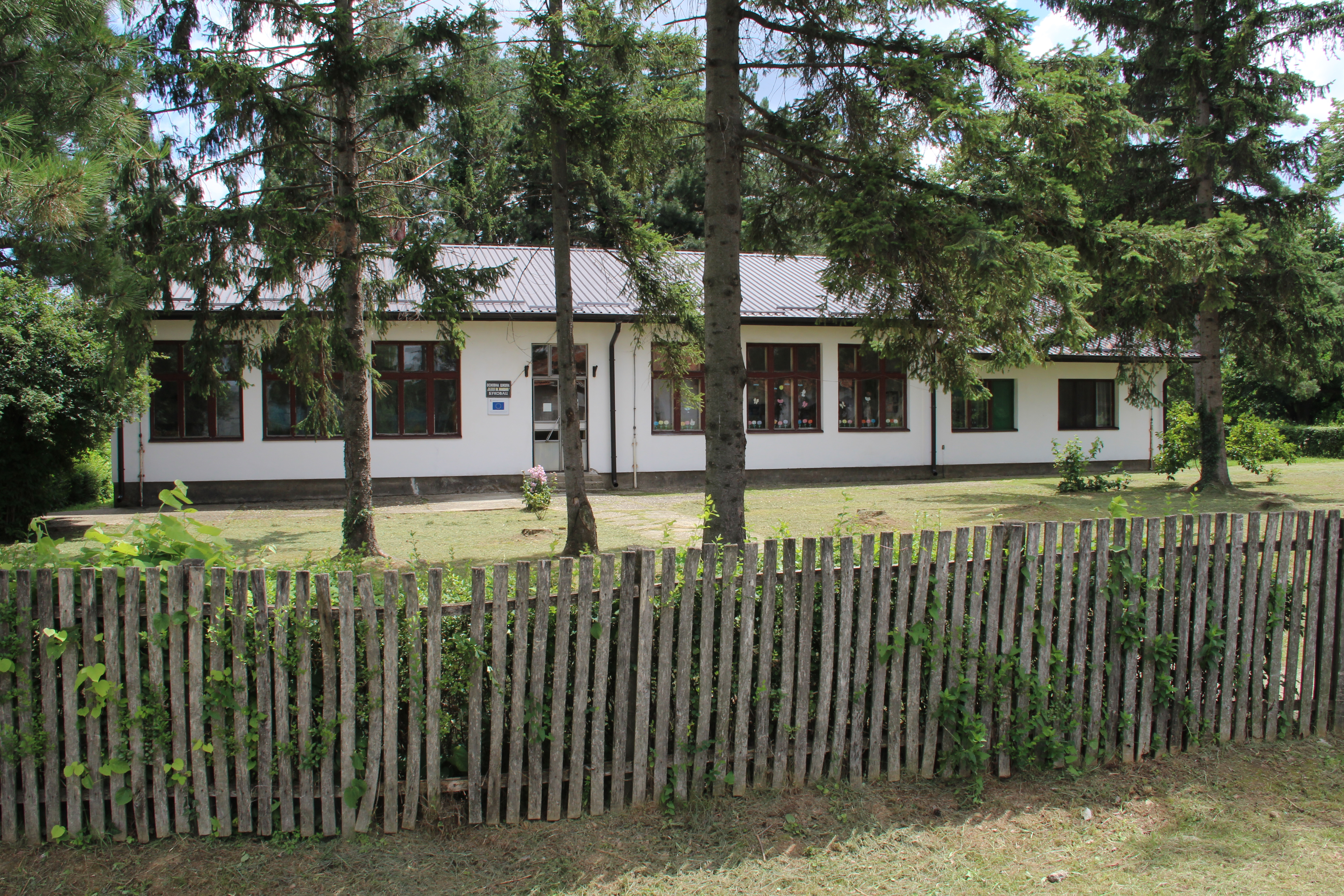
Bukovac - panorama
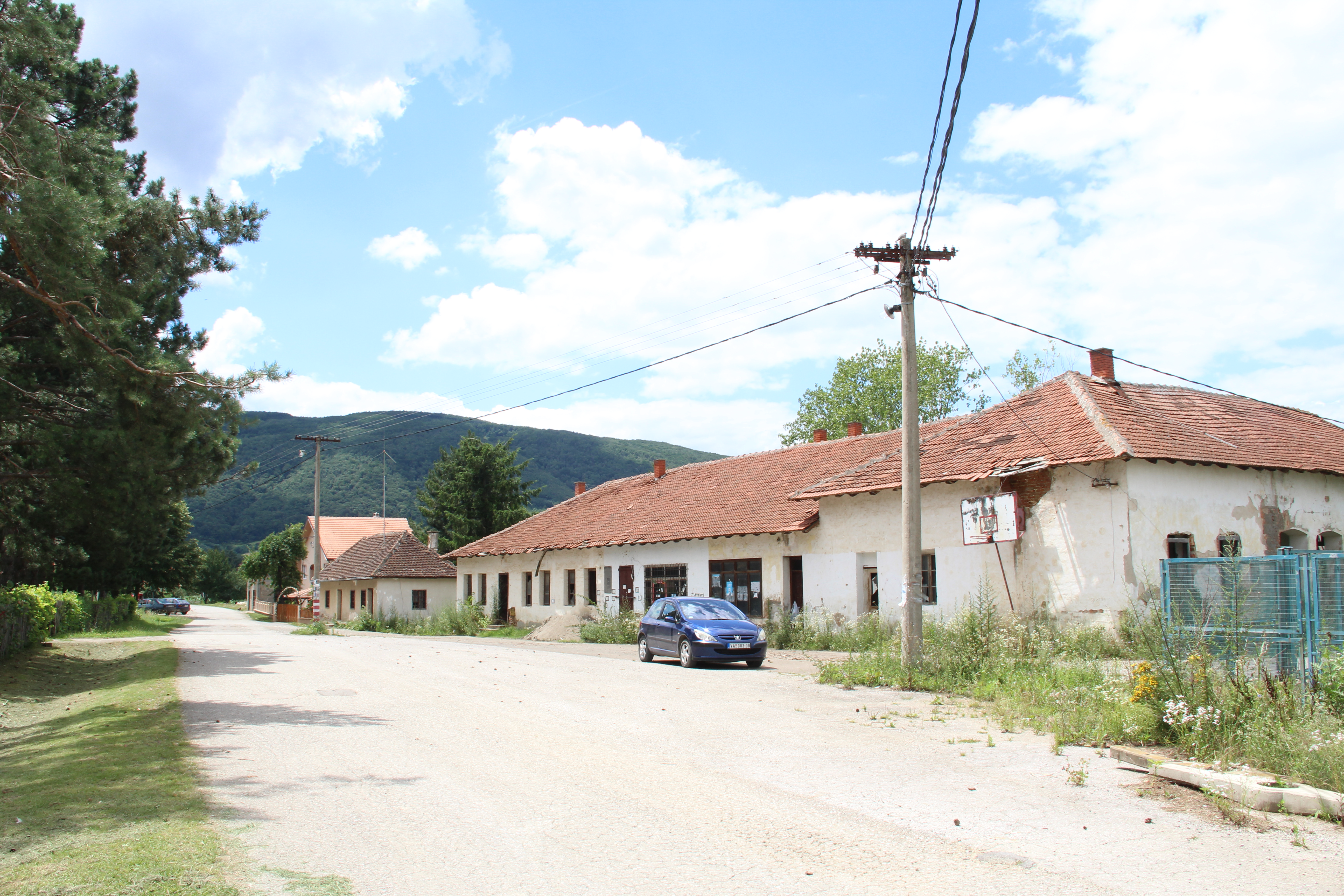
Bukovac - panorama
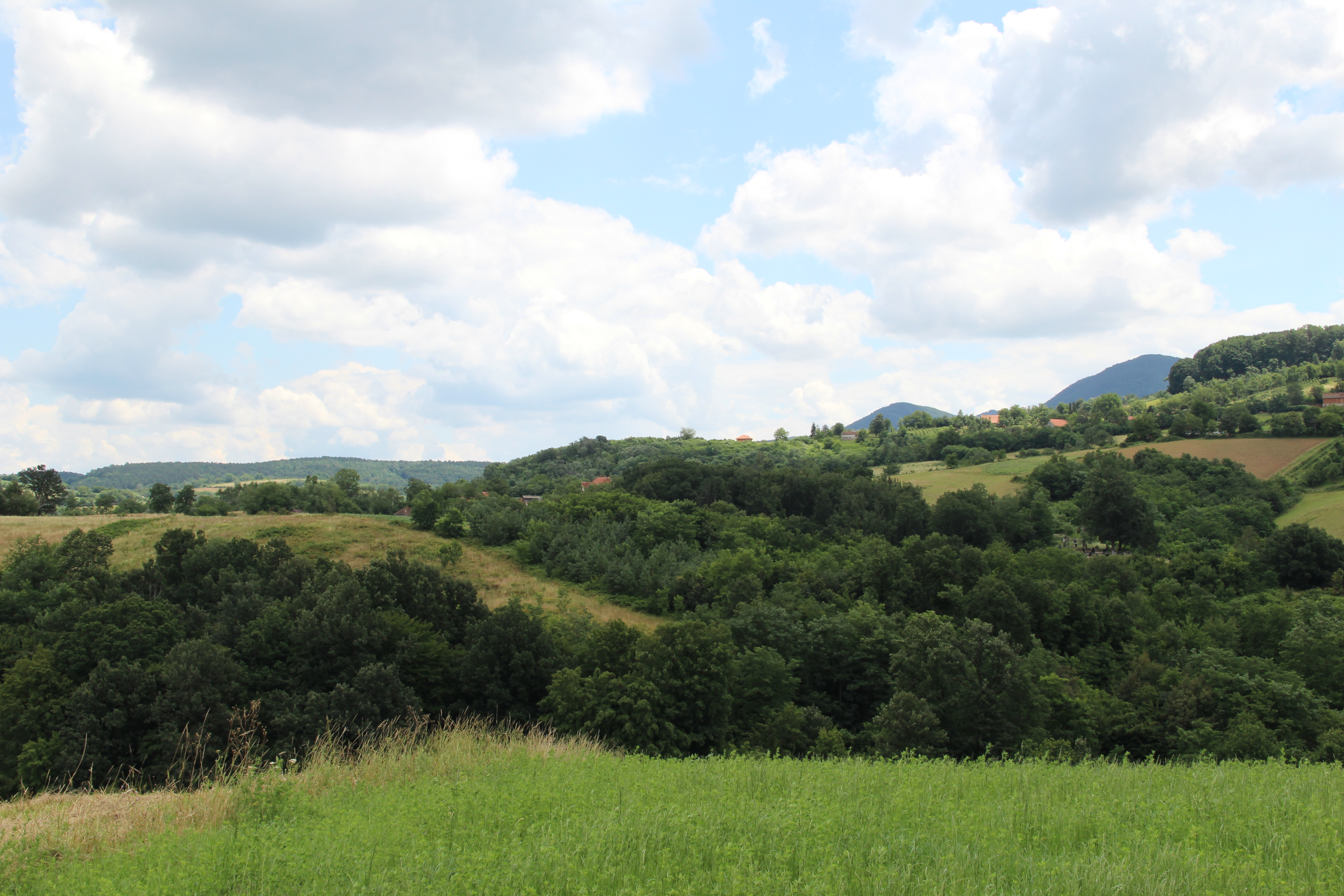
Bukovac - panorama
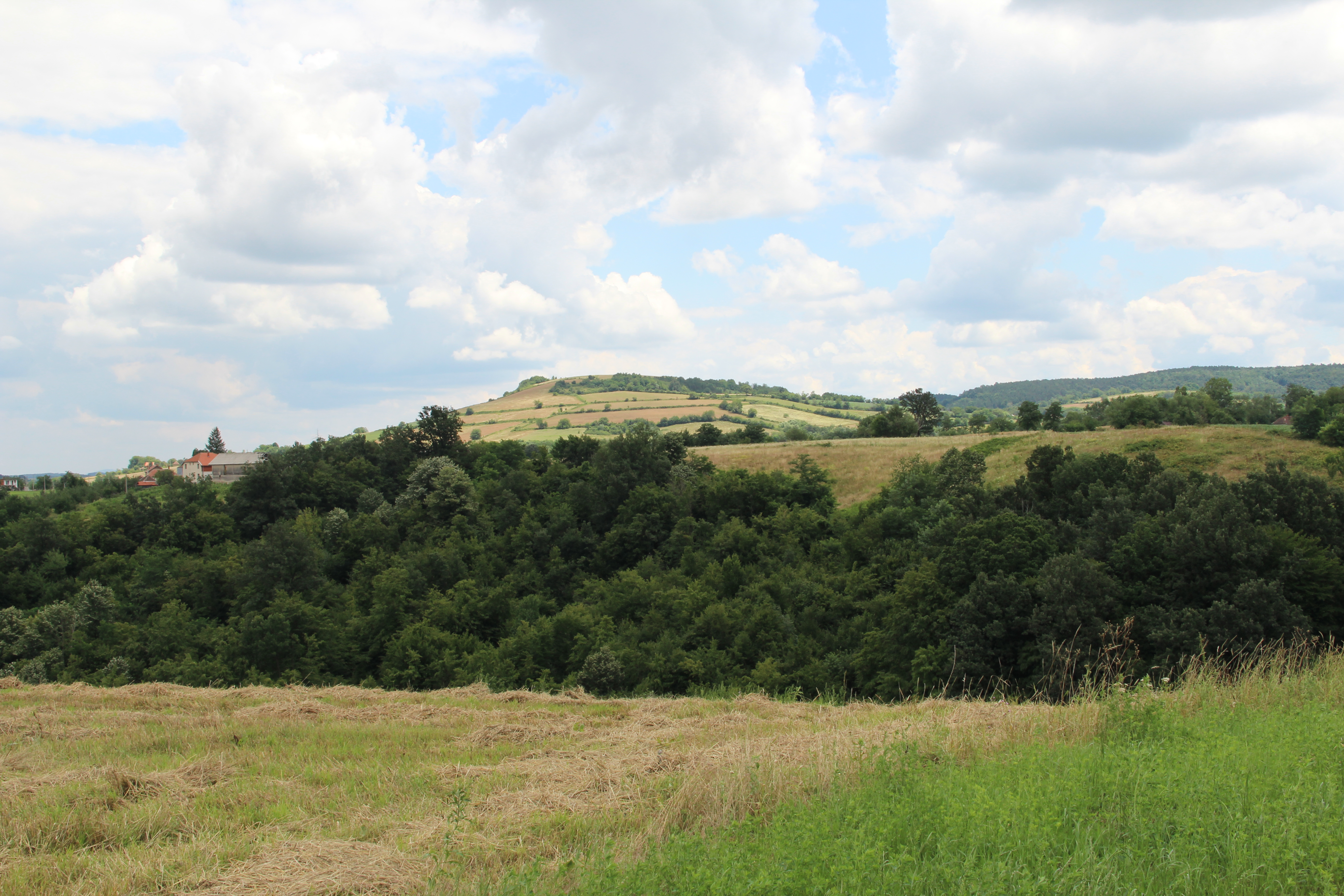
Bukovac - panorama
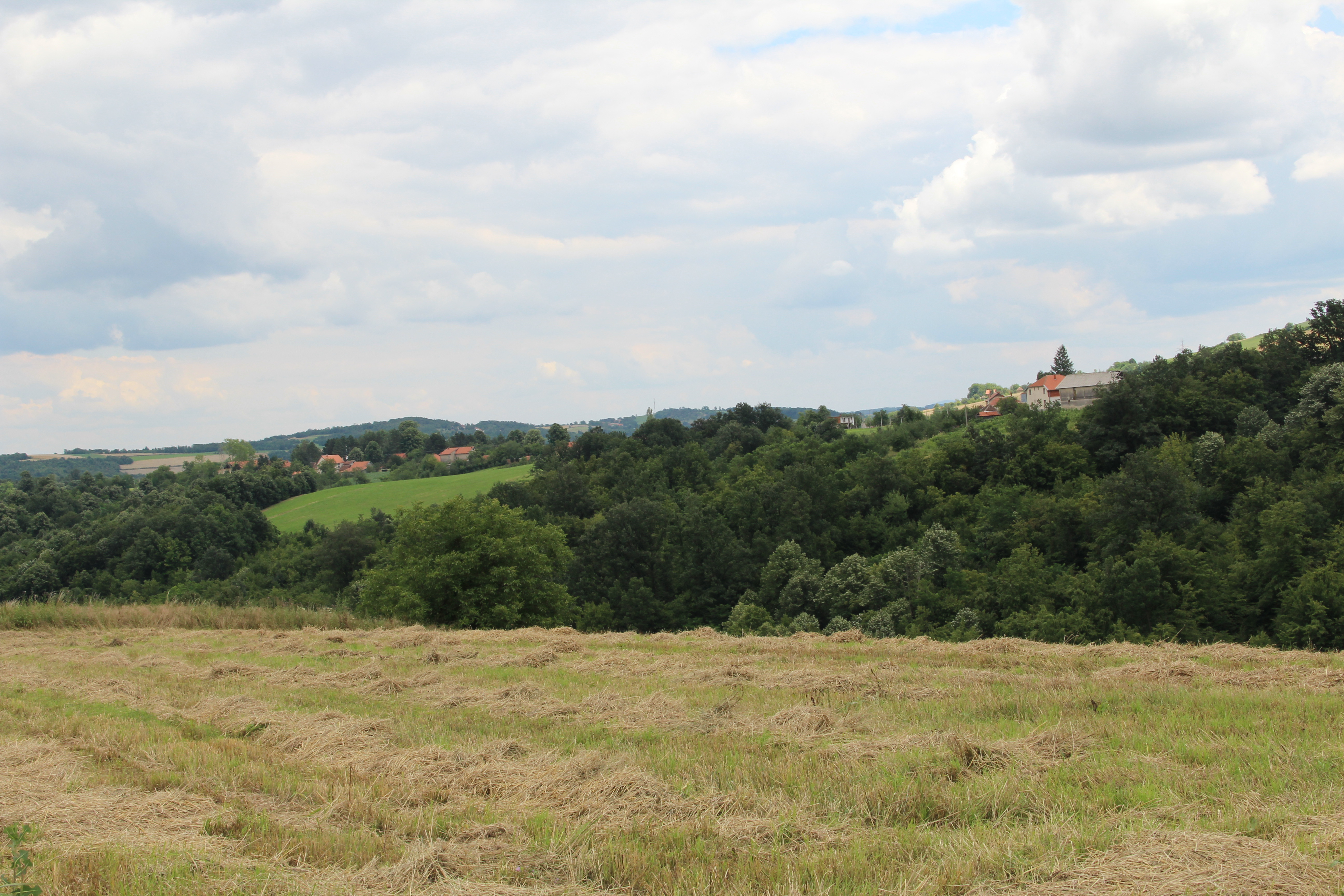
Bukovac - panorama
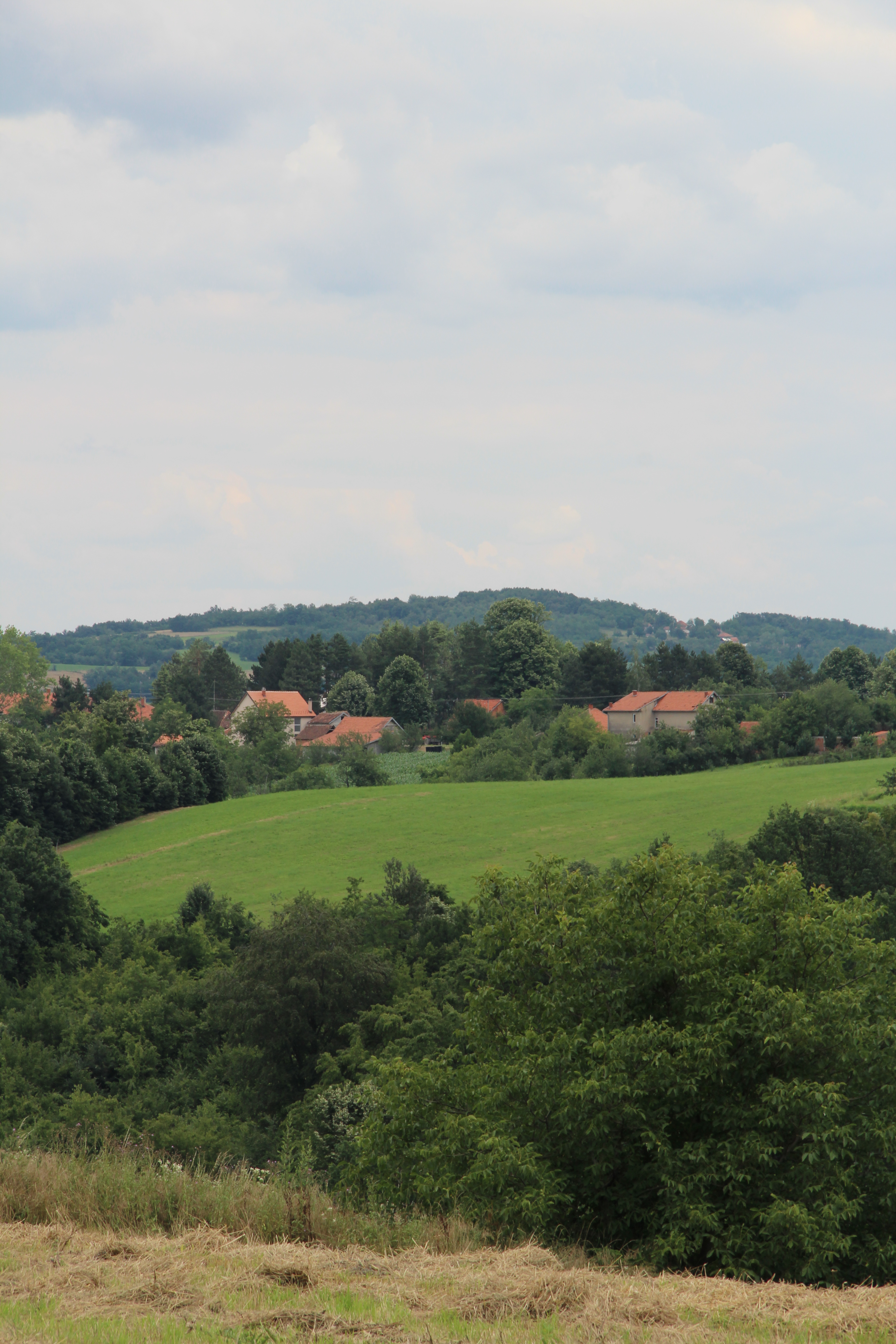
Bukovac - panorama
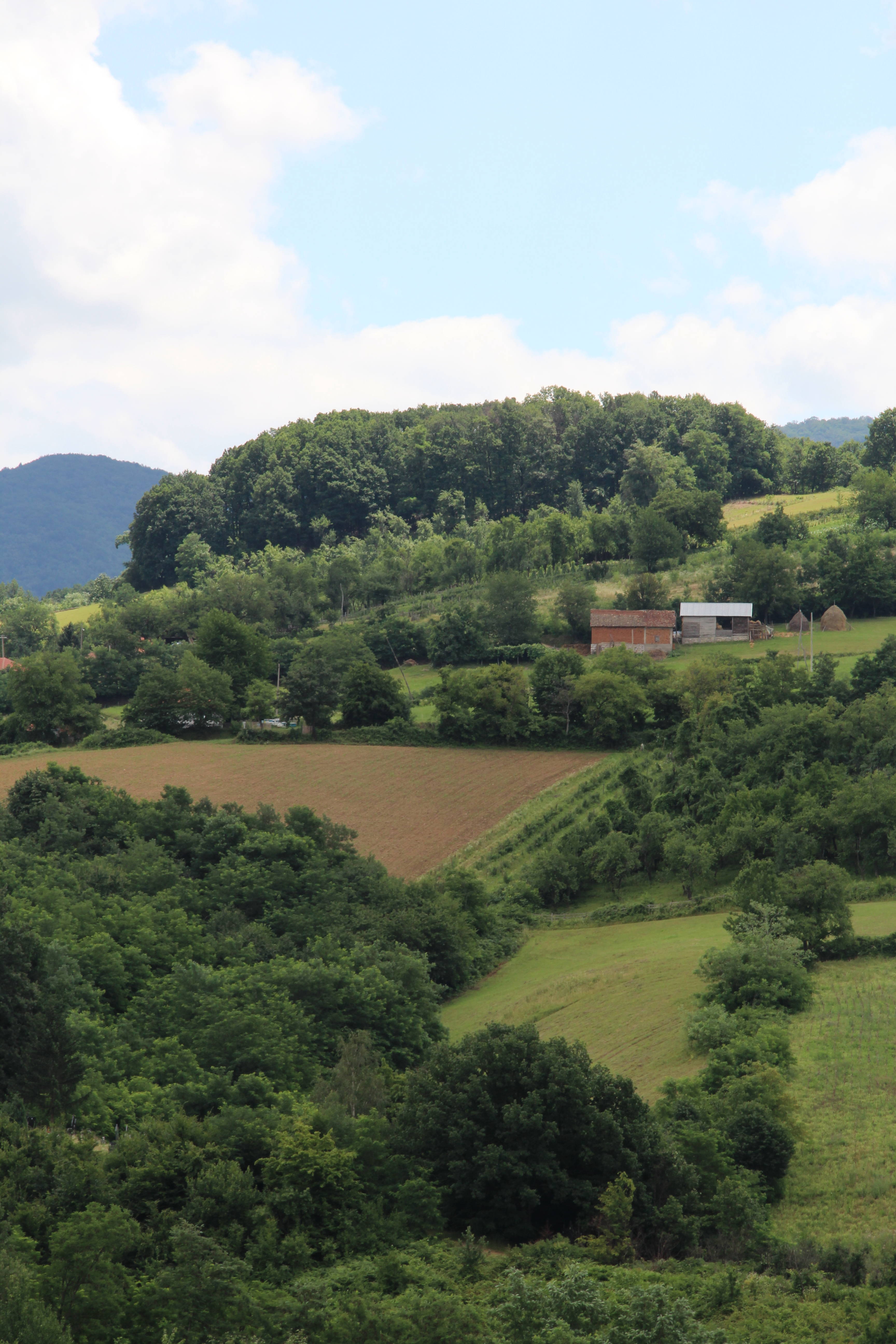
Bukovac - panorama

## Démographie
| 1948 | 1953 | 1961 | 1971 | 1981 | 1991 | 2002 | 2011 |
| ---- | ---- | ---- | ---- | ---- | ---- | ---- | ---- |
| 336  | 327  | 335  | 292  | 264  | 225  | 202  | 171  |

|  |